# Герой Абхазии
Герой Абхазии (абх. Аҧсны афырхаҵа) — высшая степень отличия Абхазии. Звание и медаль учреждены 4 декабря 1992 года.

## Основания награждения
Звание присваивается за личные или коллективные заслуги перед Республикой Абхазия, связанные с совершением геройского подвига.
Звание присваивается как гражданам Абхазии, так и лицам, не являющимся гражданами Республики Абхазия.

## Описание медали
Герою Абхазии вручается знак особого отличия — медаль.
Медаль представляет собой восьмиконечную звезду из позолоченного металла, с расходящимися из центра лучами. На поверхности звезды расположено выпуклое стилизованное изображение солярного знака. В центре звезды расположен драгоценный камень. Драгоценный камень, предусмотренный описанием, никогда не использовался.
Расстояние между противолежащими концами восьмиконечной звезды — 35 мм.
На оборотной стороне медали надпись на абхазском языке «Аҧсны афырхаҵа» (произносится апсны афырхаца) (Герой Абхазии).
Медаль при помощи ушка и кольца соединяется с четырёхугольной колодкой, покрытой шёлковой муаровой лентой. Цвета ленты — чередующие четыре зелёные и три белые горизонтальные полоски.
Автор дизайна медали — художник Валерий Гамгия. 

## Порядок ношения
Медаль носится на левой стороне груди над орденами и медалями Республики Абхазия.

## Герои Абхазии
Первый указ о награждении был издан председателем Верховного Совета республики Владиславом Ардзинба 30 декабря 1993 года. В тот день звание «Герой Абхазии» было присвоено 25 ветеранам войны, 15 из них посмертно.
Всего по состоянию на 4 декабря 2014 года медалью «Герой Абхазии» награждены 363 человека.

### Города-герои
- Ткуарчал
- Гудаута